# FC Mobile
FC Mobile je fotbalová simulační videohra, vyvinutá společnostmi EA Mobile a EA Canada a publikovaná společností EA Sports. Hra celosvětově vyšla 11. října 2016 pro platformy iOS, Android a Microsoft Windows. Byla oznámena 16. srpna během Gamescomu 2016.

## Herní módy
Hra přináší nový herní mód jménem „Attack Mode“, ve kterém hráči většinou hrají útočné části zápasu. Nově autoři přidali i možnost, že se musíte bránit. Attack Mode obsahuje asynchronní tahový multiplayer. Hra také obsahuje Live Events, tematické minihry k aktuálnímu dění ve světě fotbalu, stejně jako mód Season s týmy z celého světa, nebo multiplayerové Leagues, kde se hráči mohou přidat do lig a soupeřit s ostatními.

## Vývoj a uvedení na trh
EA oznámila hru 16. srpna 2016 během Gamescomu 2016 a hra byla celosvětově vydána 11. října pro iOS, Android a Microsoft Windows.
Hra byla vyvinuta pomocí konzolového enginu FIFA 08, který byl použit už na předchozí hry FIFA. Obličeje hráčů byly vylepšeny, aby vypadaly více realisticky.

## Přejmenování, ztráta licence názvu FIFA
Dle oficiálního webu EA bylo oznámeno , že v červenci 2023 se již naplánovaná FIFA 24 změní na FC 24 kvůli ztrátě licence k využití tohoto jména. Stejně tak to způsobilo změnu jména i na aplikaci pro mobilní telefony.